# Daaden
Daaden é um município da Alemanha localizada no distrito de Altenkirchen, estado da Renânia-Palatinado.
É a sede da associação municipal de Daaden

## População
Evolução da população:
| - 1815 – 1.221 - 1835 – 1.565 - 1871 – 2.078 - 1905 – 3.202 - 1939 – 3.447 | - 1950 – 3.941 - 1961 – 4.734 - 1970 – 4.759 - 1987 – 4.537 - 2005 – 4.480 |

## Política
|      | SPD | CDU | FDP | FWG | Total       |
| 2009 | 7   | 4   | 4   | 5   | 20 Cadeiras |
| 2004 | 6   | 5   | 4   | 5   | 20 Cadeiras |